# Мальмберг, Владимир Константинович
 Влади́мир Константи́нович Ма́льмберг  (1860—1921) — русский историк древнегреческого искусства, археолог, приват-доцент Казанского университета (1888—1890), профессор Юрьевского университета (1890—1907), директор Музея изобразительных искусств имени императора Александра III (1913—1921), заслуженный профессор Московского университета, действительный статский советник.

## Биография
Сын купца лютеранского вероисповедания. Родился 1 (13) декабря 1860 года в Москве. Среднее образование получил в 3-й Казанской гимназии. По окончании в 1884 году курса историко-филологического факультета Казанского университета со степенью кандидата был оставлен, с марта 1885 года, при университете для приготовления к кафедре истории и теории изящных искусств, с прикомандированием для занятий к Санкт-Петербургскому университету. Ученик профессоров П. В. Никитина, И. В. Помяловского и А. В. Прахова. Летом 1886 года слушал лекции в Берлинском университете. В начале 1887 года перевёлся в Дерптский университет, к профессору Г. Лёшке, а весной того же года сдал в Петербургском университете экзамены на степень магистра и 1 февраля 1888 года был назначен приват-доцентом Казанского университета по кафедре истории и теории изящных искусств. В мае 1890 года снова отправился в Дерптский университет и. д. экстраординарного профессора и 1892 году защитил там магистерскую диссертацию «Метопы древнегреческих храмов. Исследование в области декоративной скульптуры». С июля 1896 года — исправлял должность ординарного профессора кафедры классической филологии и археологии Дерптского университета. Неоднократно выезжал с научными целями за границу: в 1894 году путешествовал по греческим островам, побывал в Афинах, Дельфах, Венеции, Нюрнберге, Бонне, Антверпене, Лондоне, Берлине; в 1897 году был в Стокгольме и Копенгагене; в 1900 году посетил Париж, Рим, Неаполь, Помпею, Вену.  В мае 1905 года защитил в Московском университете докторскую диссертацию «Фронтонные группы в древнегреческой пластике».
В сентябре 1907 года был приглашён на должность ординарного профессора кафедры истории и теории изящных искусств в Императорский Московский университет; до 1911 года совмещал работу в Московском и Дерптском университетах.
По приглашению профессора И. В. Цветаева переехал в Москву (1911), став главным хранителем Музея изящных искусств при Московском университете; директор музея с 1913 года. С февраля 1913 года — Заслуженный профессор Московского университета. 
Также он заведовал университетскими музеями, созданными в Казани и Дерпте, организовав в них лекционную работу. 
Член-корреспондент Императорской Археологической Комиссии с 1895 года; с сентября 1918 — член совета Российской Государственной Археологической Комиссии, затем член Российской академии истории материальной культуры (Московская секция). Число научных трудов, напечатанных при жизни, достигает 50, неизданных работ – 20.

### Семья
- Жена — София Оттовна Думберг (Sophie Marie Adelheid Duhmberg, 30.10.1862 –28.10.1935).
  - Дети:
    - Елена (Helene Hedwig Malmberg, 07.06.1891–29.06.1973)
    - Владимир (Waldemar Otto Moritz Malmberg, 18(31).05.1897 –22.04.1971)
    - Нина (Nina Ilse Malmberg, 20.05.1893–09.10.1965)
    - Леонид (Leonid Otto Konstantin Malmberg, 21.03.1901 –27.07.1982).

## Сочинения
Главные труды посвящены исследованию памятников греческой декоративной скульптуры, греческой вазовой живописи и памятников греческого художественного ремесла. Он написал свыше 70 работ, в числе которых следующие: 
- Этюды по древне-греческому искусству : О некоторых приемах гончаров-живописцев : (С табл. 8 и 9) / [Соч.] В.К. Мальмберга [Санкт-Петербург] : тип. Акад. наук, 1889;
- К вопросу о древнегреческом вооружении : Щиты с ковриками. Казань : тип. Ун-та, 1890;
- Метопы древнегреческих храмов : Исслед. в области декорат. скульптуры / [Соч.] Владимира Мальмберга. Казань : тип. Ун-та, 1890;
- Метопы древне-греческих храмов : Исслед. в области декорат. скульптуры / [Соч.] Владимира Мальмберга. Дерпт : печ. К. Матисена, 1892;
- Описание классических древностей, найденных в Херсонесе в 1888 и 1889 годах. Санкт-Петербург : тип. Имп. Акад. наук, 1892;
- Заметки к вопросу о метопах Парфенова / [Соч.] Вл. Мальмберга. Юрьев, 1894;
- К вопросу о композиции эгинских фронтонов / [Вл. Мальмберг]. Юрьев, 1895;
- По поводу новых реконструкций трех античных фронтонов. Санкт-Петербург: тип. "В.С. Балашев и К°", 1900;
- Непризнанная Пенфесилия : Методол. этюд / Вл.К. Мальмберг. Санкт-Петербург : тип. И.Н. Скороходова, 1901;
- Древне-греческие фронтонные композиции : Исслед. в области декорат. скульптуры / Вл. Мальмберг. Санкт-Петербург : тип. И.Н. Скороходова, 1904;
- Три архаических бронзы из Херсонской губернии, 1907;
- Античные вазы и терракотты / Вл. К. Мальмберг и Э.Р. Фельсберг; [Предисл.: Э. Фельсберг]. Юрьев : тип. К. Маттисена, 1910;
- Мнимые музы на кратире в Мюнхене / Вл.К. Мальмберг. Санкт-Петербург : тип. М.А. Александрова, 1910;
- Мальмберг, В. К., Фельсберг, Э. Р. Античные мраморы и бронзы (Оригиналы Музея Изящных искусств при Императорском Юрьевском университете). — Юрьев: тип. К. Маттисена, 1911. — С. 11. — 24 с.
- Воин на золотой обшивке ножон из Чертомлыцкого кургана и на вазе из Нолы / В.К. Мальмберг. Казань : Лито-тип. И.Н. Харитонова, 1913;
- Воин, защищающий павшего товарища, на чертомлыцких ножнах и других памятниках греческого искусства / Вл.К. Мальмберг. Харьков : тип. "Печ. дело", 1914;
- Иван Владимирович Цветаев : [Некролог засл. орд. проф. и дир. Музея изящных искусств] / Влад. Мальмберг. Москва : печ. А.И. Снегиревой, 1914;
- Старый предрассудок: К вопросу об изображении человеческой фигуры в египет. рельефе / Проф. Вл. К. Мальмберг, дир. Музея изящный искусств... Москва : т-во скоропеч. А.А. Левенсон, 1915.